# Kanton Castellane
Kanton Castellane (fr. Canton de Castellane) je francouzský kanton v departementu Alpes-de-Haute-Provence v regionu Provence-Alpes-Côte d'Azur. Tvoří ho 32 obcí. Před reformou kantonů 2014 ho tvořilo sedm obcí.

## Obce kantonu
současnost
| - Allons - Allos - Angles - Annot - Beauvezer - Braux - Castellane - Castellet-lès-Sausses - Colmars - Demandolx - Entrevaux - Le Fugeret - La Garde - Lambruisse - Méailles - Moriez | - La Mure-Argens - Peyroules - La Rochette - Rougon - Saint-André-les-Alpes - Saint-Benoît - Saint-Julien-du-Verdon - Saint-Pierre - Sausses - Soleilhas - Thorame-Basse - Thorame-Haute - Ubraye - Val-de-Chalvagne - Villars-Colmars - Vergons |

před rokem 2015:
- Castellane
- Demandolx
- La Garde
- Peyroules
- Rougon
- Saint-Julien-du-Verdon
- Soleilhas